# George W. Chase
George William Chase (* 1802 in Maryland, New York; † 17. April 1867 in Chaseville, New York) war ein US-amerikanischer Politiker. Zwischen 1853 und 1855 vertrat er den Bundesstaat New York im US-Repräsentantenhaus.

## Werdegang
George William Chase wurde Anfang des 19. Jahrhunderts in Maryland im Otsego County geboren. Er besuchte Gemeinschaftsschulen. Danach war er in der Landwirtschaft tätig. Darüber hinaus verfolgte er kaufmännische und Mahlgeschäfte in Schenevus. Politisch gehörte er der Whig Party an. Bei den Kongresswahlen des Jahres 1852 für den 33. Kongress wurde Chase im 19. Wahlbezirk von New York in das US-Repräsentantenhaus in Washington, D.C. gewählt, wo er am 4. März 1853 die Nachfolge von Willard Ives antrat. Er schied nach dem 3. März 1855 aus dem Kongress aus. Nach seiner Kongresszeit ging er wieder seinen früheren Tätigkeiten in der Landwirtschaft nach, verfolgte aber auch seine Geschäftsaktivitäten. Am 17. April 1867 starb er in Chaseville in Maryland Township und wurde in der Gruft der Familie Chase auf dem gleichnamigen Friedhof in Schenevus beigesetzt. Zu jenem Zeitpunkt war der Bürgerkrieg ungefähr zwei Jahre zu Ende.